# Yunnanilus chui
Yunnanilus chui är en fiskart som beskrevs av Yang, 1991. Yunnanilus chui ingår i släktet Yunnanilus och familjen grönlingsfiskar. Inga underarter finns listade i Catalogue of Life.